# Andrej Sannikau

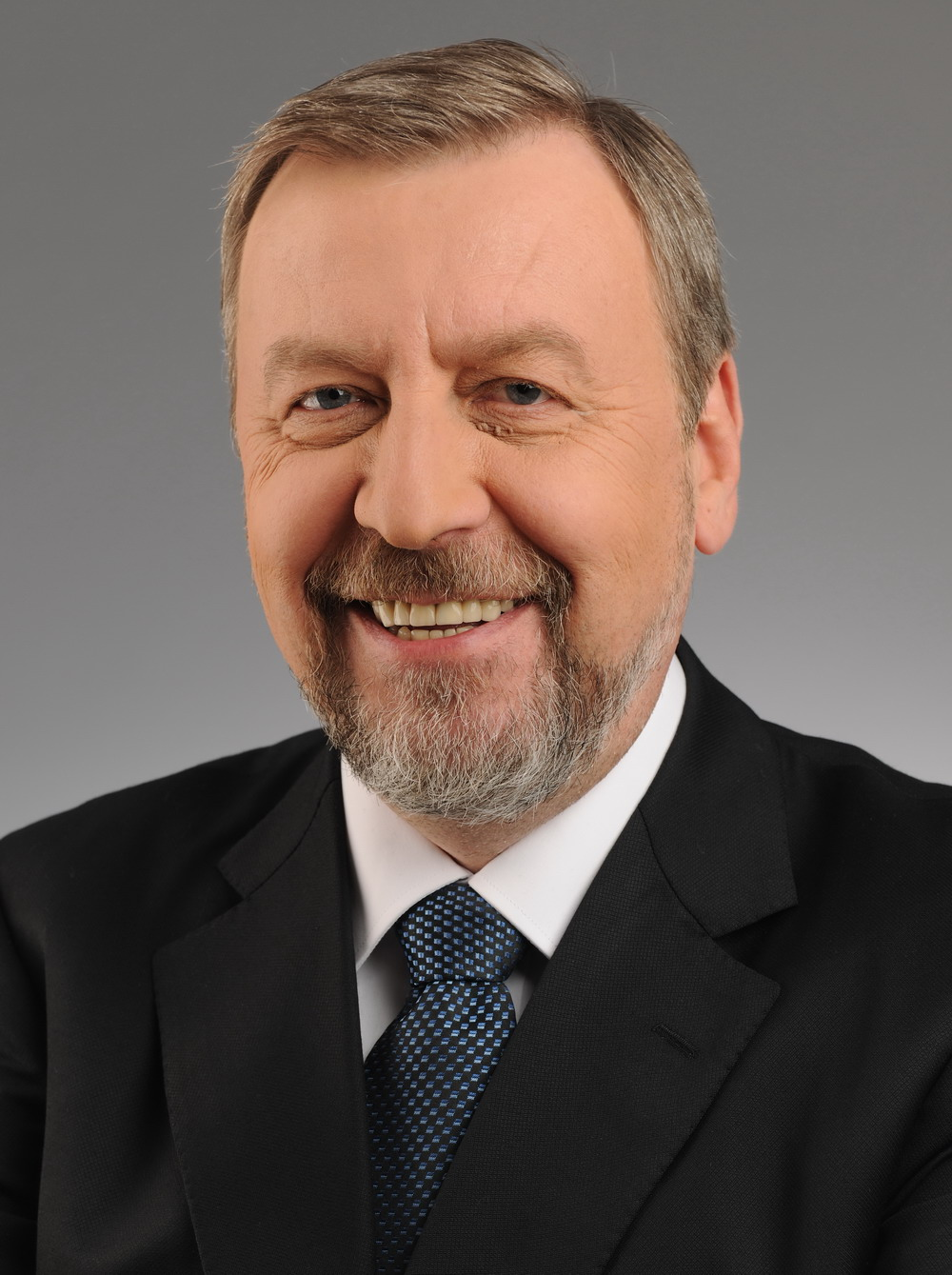
Andrej Sannikau (2010)

Andrej Alehawitsch Sannikau (belarussisch Андрэй Алегавіч Саннікаў; russisch Андрей Олегович Санников / Andrei Olegowitsch Sannikow, * 8. März 1954 in Minsk, Weißrussische SSR, Sowjetunion) ist ein belarussischer Diplomat und Oppositioneller.

## Leben
Zusammen mit Michail Marynitsch zählt Sannikau zu den Gründern der Bürgerbewegung „Europäisches Belarus“. Bei der Präsidentschaftswahl in Belarus 2010 trat er gegen den Wahlgewinner und Amtsinhaber Aljaksandr Lukaschenka an.
Sannikau ist mit der Journalistin Iryna Chalip verheiratet und hat einen Sohn.
Der Filmemacher Pawel Siczek widmete dem politischen Leben von Andrej Sannikau und den Ereignissen in Belarus den Film This Kind of Hope. Der Film erschien im Jahr 2023 und war auch in Deutschland in den Kinos zu sehen.

### Festnahme
Laut Angaben von Amnesty International wurde Sannikau am Abend des 19. Dezember 2010 festgenommen, als er in Minsk an einer Demonstration gegen den Wahlsieg von Lukaschenko teilnahm, bei der es zu Gewalttätigkeiten kam. Bei der Festnahme soll er durch Sicherheitskräfte schwer an beiden Beinen verletzt worden sein.
Laut derselben Quelle konnte sein Anwalt Andrej Sannikau am Folgetag im Gefängnis aufsuchen. Der Zustand Sannikaus war seiner Aussage nach „erschreckend“. Sannikau zeige Zeichen einer Hirnverletzung und frische Verletzungen, die er nach Augenzeugenangaben bei seiner Festnahme noch nicht gehabt habe. Dies lege den Schluss nahe, dass Sannikau im Polizeigewahrsam misshandelt oder gefoltert worden sei. Amnesty International führte daraufhin eine Urgent Action durch, um den belarussischen Oppositionspolitiker durch Aufmerksamkeit der Öffentlichkeit vor weiterer Misshandlung zu schützen.
Im Mai 2011 wurde Sannikau wegen „Organisation von Massenunruhen“ zu fünf Jahren Gefängnis verurteilt. Mitte April 2012 wurde er aus der Haft entlassen. Noch im selben Jahr deutete Lukaschenko an, dass Sannikau erneut festgenommen werden könnte. Daraufhin floh er nach London. Heute (Stand: 2020) lebt er in Polen.

## Auszeichnungen
- 2005: Bruno Kreisky Preis für Verdienste um die Menschenrechte „für seine Arbeit im Rahmen von Charta 97, einer Bürgerinitiative und Bürgerrechtsorganisation in Minsk“.